# 米良はるか
米良 はるか（めら はるか、1987年10月20日 - ）は、日本の実業家。READYFOR株式会社代表取締役。

## 経歴・人物
東京都目黒区出身。成城学園初等学校、成城学園中学校高等学校を経て、慶應義塾大学経済学部経済学科（藤田康範ゼミ：応用経済理論・経済政策）卒業。高校時代はフィールドホッケー部に所属。父母ともに資生堂勤務だった。母は高卒ながら英語も話せないまま地元の富山県からニューヨークに転勤となり、帰国して配属された広報室で父と知りあったという。
大学在学中にゼミを主催する藤田が、東京大学の松尾豊との共同研究で立ち上げた「あのひと検索スパイシー」にゼミ生として携わったことでインターネットに興味を持ち、ロンドン・スクール・オブ・エコノミクスに留学したという。就職活動も経験したが2010年に卒業後、大学院メディアデザイン研究科に進学する。大学院在学中はスタンフォード大学に留学したという。
2012年、慶應大学大学院の同研究科修士課程修了。同年、ダボス会議グローバルシェイパーズ2011に選出され、スイスで開催されたダボス会議に日本人として最年少で出席した。
2014年7月に、東大の松尾が代表を務めるオーマ株式会社の一事業として2011年に立ち上げていたクラウドファンディングサービス「READYFOR」をスピンアウトする形で株式会社化、その代表取締役となる。
2013年、安倍内閣下で17人のメンバー中10人を女性とした内閣府「国・行政のあり方に関する懇談会」の委員を務めた。2021年には、岸田内閣下で15人のメンバー中7人を女性とした内閣官房「新しい資本主義実現本部」の有識者となった。

## テレビ出演
- 日経スペシャル カンブリア宮殿 あなたの1000円が世の中を変える！新しい"お金"の流れ（2016年1月7日、テレビ東京）[10]
- Fresh Faces 〜アタラシイヒト〜 #62 米良はるか READYFOR 代表取締役 (2016年6月11日、BS朝日)[11]